# 手塚正次

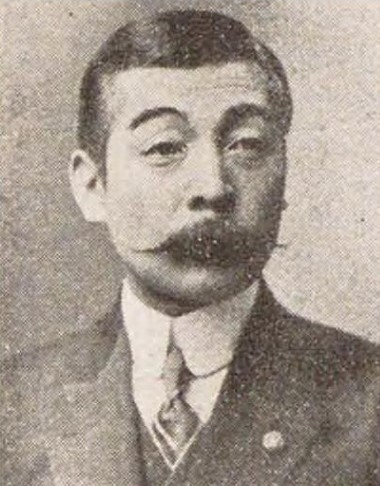
手塚正次

手塚 正次（てづか しょうじ、1875年（明治8年）1月22日 - 1924年（大正13年）12月6日）は、日本の実業家、政治家。衆議院議員。

## 経歴
山梨県中巨摩郡西野村（現南アルプス市）で、代々油屋と称する素封家、手塚八兵衛の長男として生まれる。山梨県立甲府中学校を卒業後、西野村長を務めていた父の補佐を行った。
1900年、結成された立憲政友会に入党。1903年10月、山梨県会議員に当選。同副議長、同議長を歴任。1907年、明治40年の大水害の救済と復興事業に尽力。同年12月、在家塚村外二ヶ村組合長に当選し、1908年1月まで在任。
1908年5月、第10回衆議院議員総選挙に山梨県郡部から出馬し当選。第11回総選挙でも当選したが、1914年11月7日に辞職して政界を引退し、実業界に転じた。積隆銀行取締役、大日本重石取締役、京浜電力常任監査役などを歴任。
1924年5月、第15回総選挙で沖縄県第二区から出馬して当選し、衆議院議員を通算三期務めた。議員在任中、東京府八王子付近を通過中の列車内で発病し、甲府市内で療養したが1924年12月に死去した。